# 6. Armee (Wehrmacht)
La 6ª Armata della Wehrmacht (in tedesco 6. Armee) venne costituita durante la seconda guerra mondiale il 10 ottobre 1939 dalla riorganizzazione della 10ª Armata che aveva combattuto in Polonia. Impegnata in combattimento sul fronte occidentale nel 1940 e sul fronte orientale nel 1941 al comando del generale Walter von Reichenau, si distinse in numerose battaglie ma partecipò anche a numerosi atti di repressione e atrocità contro prigionieri, civili ed ebrei.
Nel 1942 il comando venne assunto dal generale Friedrich Paulus e la 6ª Armata partecipò alla seconda offensiva tedesca in Unione Sovietica; ritenuta dall'alto comando tedesco la più potente ed esperta armata della Wehrmacht, ricevette la missione di raggiungere il Volga e conquistare Stalingrado. L'armata avanzò fino alla città ma venne coinvolta in sanguinosi combattimenti nell'area cittadina contro la combattiva 62ª Armata sovietica, senza riuscire a raggiungere una vittoria definitiva. Il 23 novembre 1942 venne accerchiata a seguito dell'improvvisa e inattesa controffensiva sferrata dall'Armata Rossa; dopo essersi battuta per oltre due mesi nella sacca, soffrendo grandi disagi per la mancanza di cibo ed equipaggiamento e per i rigori dell'inverno, venne completamente distrutta. I soldati superstiti, compreso il comandante Friedrich Paulus, si arresero il 2 febbraio 1943.
Una nuova 6ª Armata venne costituita da Adolf Hitler nell'estate del 1943 e combatté ancora fino alla fine della guerra in Ucraina, Romania, Ungheria e Austria.

## Costituzione dell'armata e le operazioni a occidente
La 6ª Armata della Wehrmacht venne ufficialmente attivata il 10 ottobre 1939 a partire dalla vecchia 10ª Armata che, dopo essere stata costituita a Lipsia il 26 agosto 1939, aveva partecipato con distinzione alla campagna di Polonia nel settembre 1939 all'inizio della seconda guerra mondiale. La 10ª Armata, posta al comando del generale Walter von Reichenau, aveva costituito il punto di forza principale del Gruppo d'armate Sud del generale Gerd von Rundstedt e aveva marciato direttamente su Varsavia, contribuendo in modo rilevante alla rapida vittoria tedesca. Dopo la conclusione della campagna, la 10ª Armata venne ridenominata 6ª Armata e trasferita all'ovest per fronteggiare gli eserciti franco-britannici.

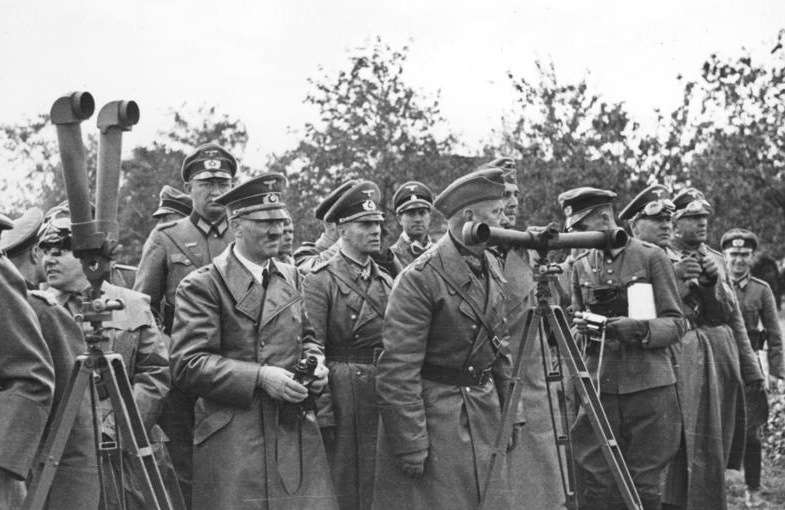
Il generale Walter von Reichenau (alla sinistra di Adolf Hitler), primo comandante della 6ª Armata

Dall'ottobre del 1939 al 9 maggio 1940 la 6ª Armata fu dislocata sulla frontiera occidentale vicino alla zona di Kleve come forza di copertura e, dal 10 maggio al 19 giugno 1940, fu impiegata nelle campagne occidentali in Belgio, Paesi Bassi e Francia. Il comandante dell'armata rimase il generale Walter von Reichenau, un ufficiale energico e abile, strettamente legato a Hitler e al nazismo; in questa fase assunse le funzioni di capo di stato maggiore della 6ª Armata il generale Friderich Paulus, capace e preparato ufficiale proveniente dallo stato maggiore generale che collaborò proficuamente con il generale von Reichenau. Nella prima fase della campagna di Francia l'armata, assegnata al Gruppo d'armate B del generale Fedor von Bock, invase il Belgio e combatté nella battaglia di Dunkerque; l'esercito belga si arrese il 28 maggio 1940 e il documento finale di capitolazione venne firmato dal generale belga Derousseau e dal generale von Reichenau al quartier generale della 6ª Armata nel castello di Anvaing.
Nella seconda fase della campagna di Francia, il Fall Rot, la 6ª Armata rimase alle dipendenze del Gruppo d'armate B e partecipò all'attacco, a partire dal 5 giugno 1940, alla linea difensiva francese organizzata sul fiume Somme; dopo alcuni duri scontri iniziali i tedeschi sfondarono questo precario fronte alleato e avanzarono facilmente in profondità. Le divisioni dell'armata giunsero fino alla Loira e occuparono Orléans e Tours prima della conclusione dell'Armistizio di Rethondes. Hitler riconobbe i successi della 6ª Armata e l'eccellente preparazione al combattimento dei suoi ufficiali e soldati; il generale von Reichenau fu uno dei dodici comandanti della Wehrmacht che il Führer promosse dopo la vittoria al grado supremo di feldmaresciallo.
Dal 26 giugno dello stesso anno fino al 15 aprile del 1941 la 6ª Armata fu assegnata lungo la linea di confine tra Francia e Germania e sul il litorale della Normandia, successivamente, il 21 aprile 1941, fu inviata in Galizia per prendere parte all'operazione Barbarossa.

## L'operazione Barbarossa e i crimini di guerra
Durante la prima offensiva estiva in Unione Sovietica la 6ª Armata operò sul fronte sud, inserita nel Gruppo d'armate Sud al comando del feldmaresciallo Gerd von Rundstedt; dislocata nel settore settentrionale dello schieramento del gruppo di armate, si distinse durante l'avanzata iniziale nel corso della quale assunse anche le funzioni di copertura difensiva sul fianco sinistro del gruppo d'armate, al fine di controllare le formazioni sovietiche rimaste nella zona delle paludi del Pripjat', e soprattutto durante la conquista dell'Ucraina. L'armata, comandata sempre dal feldmaresciallo von Reichenau, partecipò alla grande battaglia della sacca di Kiev e quindi alla marcia verso oriente fino al Donec. Il 24 ottobre 1941 le divisioni della 6ª Armata conquistarono dopo duri combattimenti il grande centro industriale di Char'kov.
La 6ª Armata confermò anche sul fronte orientale la sua reputazione di unità scelta particolarmente efficiente e combattiva, ma sotto la guida del feldmaresciallo von Reichenau, venne pesantemente coinvolta nella politica di annientamento perseguita dal regime nazista sul fronte orientale. Il comandante dell'armata era completamente aderente alle decisioni politico-militari del regime di sterminio e deportazione delle popolazioni slave e degli ebrei e il 10 ottobre 1941 diramò un brutale ordine del giorno alle sue truppe in cui si asseriva che l'obiettivo della campagna era "la completa distruzione ...dell'influenza asiatica nell'ambito della cività europea...", che il soldato tedesco doveva essere "il vessillifero di un'implacabile idea razziale e il vendicatore di tutti gli abusi compiuti ai danni della razza tedesca..." e che era necessaria "una dura ma giusta punizione da infliggere alla sottospecie umana formata dagli ebrei...".

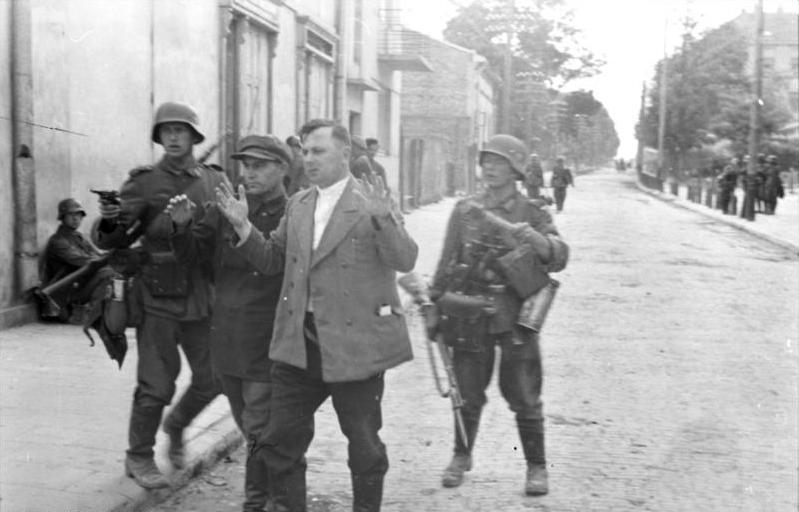
Soldati tedeschi con due prigionieri sovietici nei primi giorni dell'invasione nel settore del Gruppo d'armate Sud

Sulla base di queste criminali direttive, la 6ª Armata si rese protagonista durante la sua avanzata di una lunga serie di atrocità e violenze; divenne una pratica sistematica la fucilazione dei commissari politici dell'Armata Rossa e l'eliminazione di tutti i presunti "combattenti irregolari". In particolare le unità dell'armata collaborarono strettamente con lo Einsatzgruppe C delle SS nella schedatura, rastrellamemto ed eliminazione degli ebrei locali; nell'area di Kiev furono i soldati della 6ª Armata che radunarono le migliaia di ebrei che sarebbero poi stati sterminati a Babij Jar, mentre a Char'kov, per rappresaglia dopo un attentato esplosivo, l'armata nel dicembre 1942 uccise tutti gli ebrei della regione dopo averli concentrati in una fabbrica in disuso.
Nel dicembre 1941 le condizioni climatiche proibitive, la difficoltà nel fare affluire i rifornimenti e il contrattacco sovietico resero impossibile il prosieguo dell'avanzata tedesca; a causa di contrasti con Hitler sulla linea di condotta da tenere per l'inverno, il feldmaresciallo von Rundstedt fu destituito dal comando del Gruppo d'armate Sud e il suo posto fu preso dal feldmaresciallo von Reichenau e, il 30 dicembre 1941, il comando della 6ª Armata fu affidato, su proposta dello stesso von Reichenau, al suo vecchio capo di stato maggiore, il generale Friedrich Paulus. Sembra che il generale Paulus durante il suo periodo di comando abbia cercato di limitare le violenze contro ebrei, popolazioni e partigiani, annullando anche le disposizioni previste dalla spietate direttive diramate dal feldmaresciallo von Reichenau il 10 ottobre 1941; peraltro i crimini commessi dalle truppe della 6ª Armata non cessarono completamente. Il 29 gennaio 1942 vennero uccisi numerosi civili, tra cui alcuni bambini, e distrutte oltre 150 abitazioni in una cittadina vicino a Char'kov, mentre quando l'armata arrivò a Stalingrado nel settembre 1942 venne subito ordinato l'arresto di "attivisti comunisti ed ebrei" per immediati "provvedimenti punitivi".

## Stalingrado

### La marcia su Stalingrado

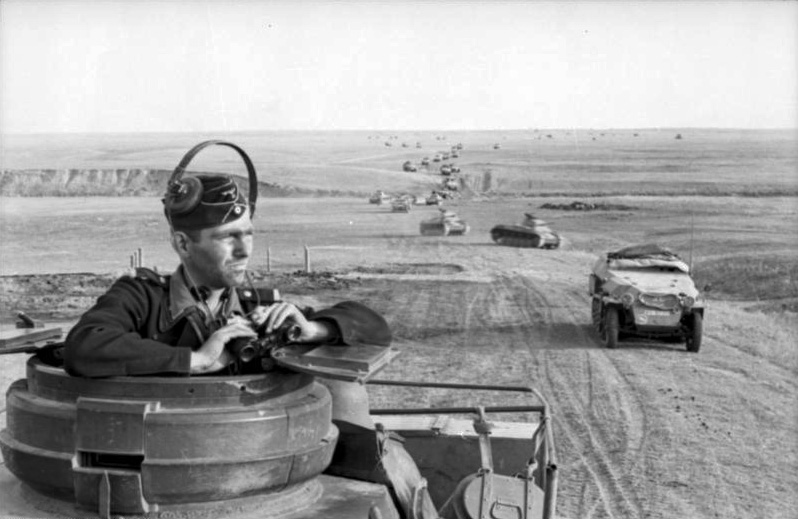
Unità corazzate della 6ª Armata in movimento verso Stalingrado

La 6ª Armata fu duramente impegnata durante la controffensiva sovietica dell'inverno 1941-1942 e dovette combattere aspre battaglie nel settore di Izjum riuscendo alla fine a mantenere il controllo della situazione ed evitare uno sfondamento del fronte; il generale Paulus iniziò il suo periodo di comando con molte difficoltà.
Nella primavera 1942 l'armata, rinforzata e riequipaggiata, divenne la formazione dell'esercito tedesco all'est più numerosa e più potente e le venne assegnato un compito decisivo nel quadro della nuova offensiva tedesca sul fronte orientale; ancor prima dell'inizio dell'operazione Blu, la 6ª Armata dovette tuttavia fronteggiare un pericoloso attacco sovietico che ebbe inizio il 12 maggio 1942. Dopo qualche momento critico i tedeschi riuscirono ad accerchiare due armate nemiche; l'armata del generale Paulus raggiunse una brillante vittoria finale nella seconda battaglia di Char'kov che sembrò confermare l'elevato spirito combattivo delle truppe e la capacità tecnica del comandante.

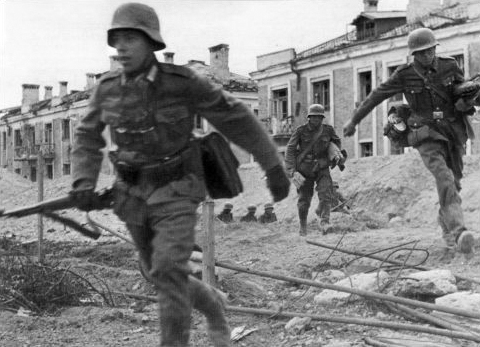
Soldati della 6ª Armata durante i combattimenti a Stalingrado

Il 30 giugno la 6ª Armata sotto il comando del generale Paulus, coadiuvato dal suo abile capo di stato maggiore, il generale Arthur Schmidt, diede inizio all'offensiva generale nel quadro dell'operazione Blu; nonostante direttive strategiche contraddittorie e difficoltà nel rifornimento di carburante, l'armata, costituita da cinque corpi d'armata, con 15 divisioni, tra cui due Panzer-Division e una divisione motorizzata, avanzò in profondità e conseguì continue vittorie costringendo alla ritirata il nemico. Il compito principale della 6ª Armata, dipendente dal Gruppo d'armate B del generale Maximilian von Weichs, era quello di raggiungere il Volga e conquistare l'importante città di Stalingrado. Fin dalla metà di luglio i reparti del generale Paulus raggiunsero la grande ansa del fiume Don.

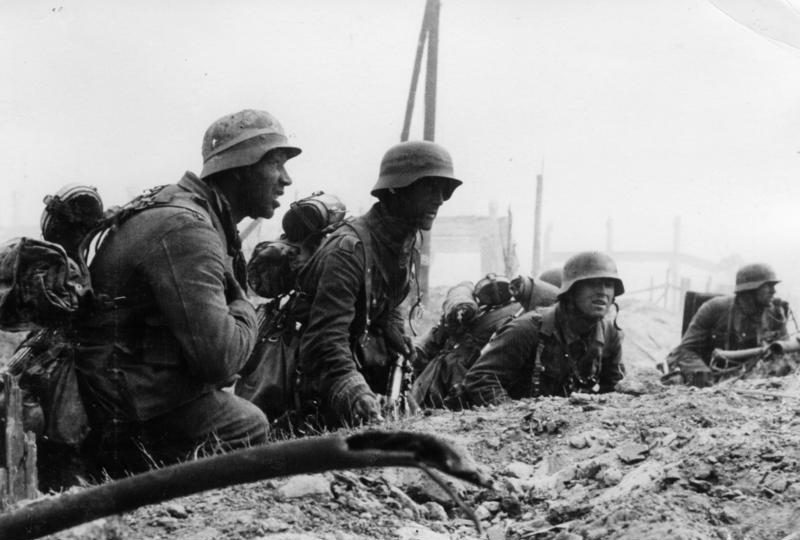
Soldati tedeschi in combattimento nelle rovine di Stalingrado

La battaglia di Stalingrado iniziò il 17 luglio e nella prima fase ebbe un andamento favorevole per i tedeschi; nonostante forti contrattacchi di mezzi corazzati sovietici, la 6ª Armata dimostrò superiore abilità tattica nelle manovre, vinse i combattimenti a Kalač e costituì teste di ponte sul Don. Il 23 agosto 1942 i panzer di testa dell'armata raggiunsero la periferia settentrionale di Stalingrado. Nonostante questi successi apparentemente decisivi, nei giorni seguenti tuttavia i sovietici si rinforzarono e sferrarono alcuni contrattacchi; la 6ª Armata quindi non riuscì a conquistare rapidamente Stalingrado; anche l'intervento da sud delle divisioni della 4ª Armata corazzata del generale Hermann Hoth non permise di respingere i sovietici oltre il Volga.
Il 13 settembre 1942 il generale Paulus diede quindi inizio all'attacco frontale della città dove si era tenacemente trincerata la 62ª Armata sovietica che sfruttando le irregolarità del terreno, le macerie degli edifici e le rovine degli impianti industriali organizzò una micidiale difesa ravvicinata. Gli ordini di Hitler esigevano tassativamente di conquistare totalmente la città e quindi per quasi due mesi la 6ª Armata si esaurì lentamente in continui attacchi frontali e combattimenti urbani nel tentativo di conquistare tutti i capisaldi sovietici. Apparentemente Hitler aveva piena fiducia nell'armata; in un'occasione egli aveva affermato che con la 6ª Armata era possibile dare anche "l'assalto al cielo", ma in realtà in questa fase fu criticata da alcuni ufficiali una presunta insufficiente determinazione del comando e la scarsa attitudine delle truppe tedesche alla Rattenkrieg, gli scontri ravvicinati nelle aree urbane.
Alla metà del mese di novembre la 6ª Armata disponeva di quattro corpi d'armata e schierava dieci divisioni nell'area urbana di Stalingrado, mentre altre sette divisioni coprivano l'ala sinistra dell'armata tra il Don e il Volga che era esposta a possibili attacchi sovietici. L'armata non era riuscita a conquistare totalmente Stalingrado e si stava preparando per l'inverno; alcune divisioni erano in fase di trasferimento, mentre nelle retrovie lungo il Don erano presenti un gran numero di depositi e reparti logistici di seconda linea. La 6ª Armata aveva subito perdite molto elevate nei combattimenti urbani, 59.000 morti, feriti e dispersi, ed era in parte esaurita e stanca; tuttavia gli ufficiali e i soldati erano ancora fiduciosi; pochi temevano realmente una grande offensiva invernale nemica.

### Accerchiamento e distruzione della 6ª Armata
(Il generale Friedrich Paulus nell'Ordine diretto all'armata della fine del mese di novembre 1942)
(Adolf Hitler nel suo Ordine diretto all'armata accerchiata del 24 novembre 1942)

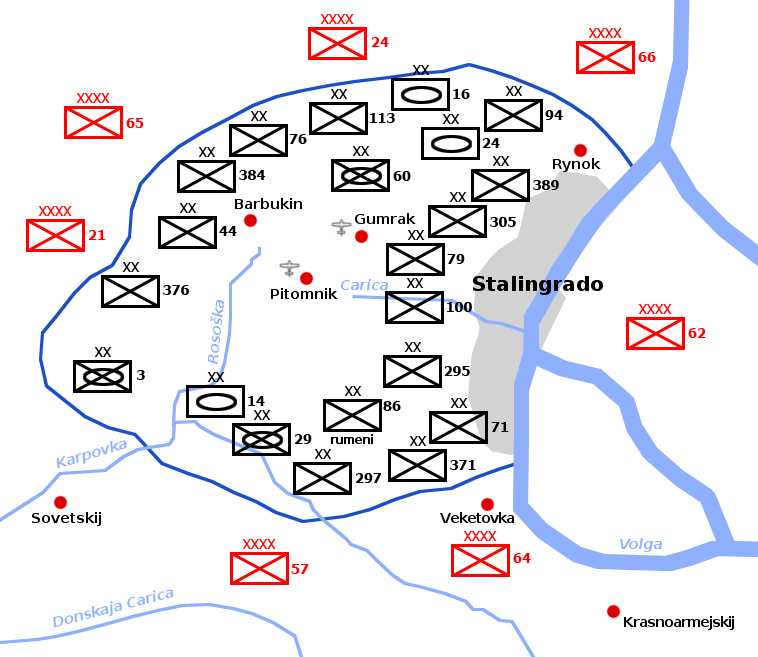
Il kessel di Stalingrado; sono indicate le divisioni tedesche della 6ª Armata accerchiate (in nero) e le armate sovietiche del Fronte del Don (in rosso)

L'operazione Urano, iniziata il 19 novembre 1942, sorprese l'alto comando tedesco e anche il comando della 6ª Armata; le prime notizie erano confuse e il generale Paulus non ricevette ordini dal Gruppo d'armate B fino alla tarda serata quando venne finalmente informato delle difficoltà delle forze rumene schierate sui fianchi dell'armata. Il comando del Gruppo d'armate B ordinò di interrompere gli attacchi a Stalingrado e liberare al più presto formazioni mobili da inviare verso ovest oltre il Don per intercettare le colonne corazzate sovietiche. La manovra, affrettata e disorganizzata, non raggiunse alcun successo; i reparti di retrovia tedeschi furono sorpresi e travolti dall'avanzata dell'Armata Rossa; i rumeni si disgregarono e le deboli riserve motorizzate della 6ª Armata non furono assolutamente in grado di fermare l'offensiva dei carri armati nemici e dovettero rapidamente ripiegare a est del Don. Il 23 novembre 1942 le formazioni corazzate di punta sovietiche in marcia nella steppa completarono l'operazione Urano e si congiunsero a Kalač. La 6ª Armata, tagliata dalle sue comunicazioni, dovette improvvisare con grande difficoltà un nuovo fronte verso ovest per proteggere le sue spalle, mentre una parte delle forze ripiegavano confusamente a est del Don. Fin dalla sera del 22 novembre il generale Paulus, cosciente della pericolosa posizione in cui si trovava la sua armata, aveva richiesto all'alto comando l'autorizzazione a sganciarsi da Stalingrado e ripiegare verso sud-ovest per sfuggire alla trappola.

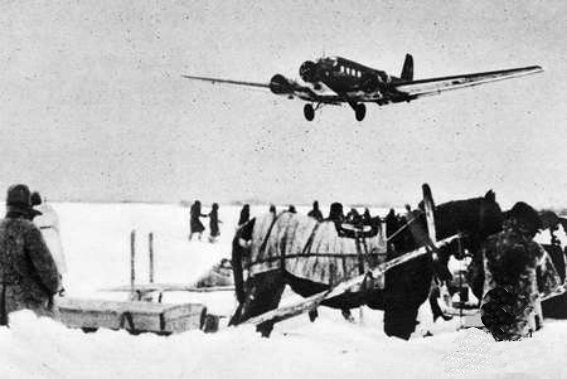
Un aereo da trasporto Junkers Ju 52 in atterraggio durante il tentativo di rifornimento della sacca di Stalingrado

Nella giornata del 23 novembre 1942, mentre la situazione strategica della 6ª Armata si deteriorava in modo decisivo, il generale Paulus e il generale Maximilian von Weichs, comandante del Gruppo d'armate B, inviarono nuove drammatiche richieste all'alto comando di poter iniziare a ripiegare abbandonando Stalingrado, ma, dopo alcune incertezze e molte discussione, alla fine il 24 novembre Hitler prese la sua decisione definitiva dopo essere stato rassicurato da Hermann Göring e dal generale Hans Jeschonnek sulla fattibilità di un rifornimento aereo della truppe accerchiate. Il Führer inviò direttamente alla 6ª Armata un enfatico messaggio in cui, dopo aver espresso il suo alto apprezzamento per il valore delle truppe e dei loro capi, ordinava tassativamente all'armata di rimanere sulle posizioni a Stalingrado, di organizzare linee difensive in tutte le direzioni e di attendere il soccorso dall'esterno. Il generale Paulus ricevette il comando di tutte le truppe accerchiate della cosiddetta Festung Stalingrad ("Fortezza Stalingrado"). La 6ª Armata avrebbe dovuto essere rifornita per mezzo di un continuo "ponte aereo" degli aerei da trasporto della Luftwaffe; il generale Paulus, nonostante le sollecitazioni contrarie di alcuni suoi collaboratori, decise, pur con riluttanza, di eseguire gli ordini di Hitler.
La 6ª Armata rimase quindi accerchiata in una grande sacca, il cosiddetto kessel (calderone) di Stalingrado; le forze del generale Paulus intrappolate erano costituite, dopo l'aggregazione anche di tre divisioni della 4ª Armata corazzata e di due divisioni rumene, da cinque corpi d'armata con tre Panzer-Division, tre divisioni motorizzate e quattordici divisioni di fanteria tedesche. Si trattava nel complesso di quasi 300 000 soldati con circa 100 mezzi corazzati e oltre 2 000 cannoni. Le formazioni accerchiate erano indebolite dai precedenti scontri e dalla ritirata, ma erano costituite da soldati veterani ed esperti, in parte anche motivati ideologicamente a favore del nazismo. La 6ª Armata era considerata la migliore armata del mondo; l'apparato di comando era ritenuto particolarmente efficiente, l'OKH aveva piena fiducia nel generale Paulus e nel generale Schmidt. La situazione dell'armata accerchiata inizialmente quindi non appariva completamente disperata e tra i soldati non mancava un certo ottimismo e si aveva fiducia nelle promesse di aiuto dall'esterno.

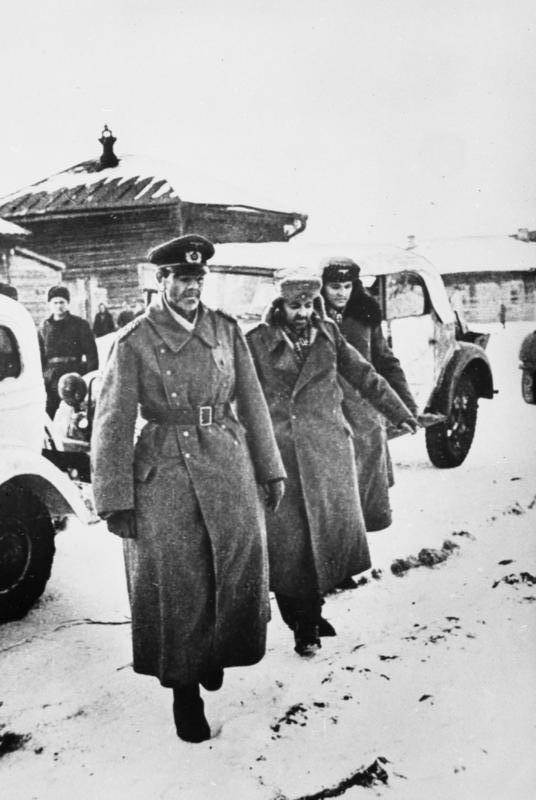
Il comandante della 6ª Armata, il feldmaresciallo Paulus (a sinistra), si arrende il 31 gennaio 1943

Nelle settimane seguenti invece l'andamento delle operazioni sul campo provocò un continuo e drammatico aggravamento delle condizioni della 6ª Armata accerchiata. Il rifornimento aereo si dimostrò praticamente irrealizzabile e solo quantitativi modesti di vettovagliamento, munizioni e materiali furono trasportati nella sacca; il peggioramento del clima indebolì ulteriormente la resistenza delle truppe esposte a continui attacchi nella steppa aperta senza adeguati ripari e fortificazioni; il tentativo del feldmaresciallo Erich von Manstein di sbloccare il kessel fallì alla fine di dicembre 1942 di fronte alla crescente resistenza nemica, si rivelò impossibile, a causa della carenza di carburante e dell'indebolimento delle truppe, una sortita autonoma dell'armata. Le nuove grandi offensive sovietiche sul fronte del Don inoltre provocarono un disastroso crollo del fronte dell'Asse costringendo l'alto comando tedesco a rinunciare a soccorrere la 6ª Armata sempre più isolata e indebolita.
Alla fine dell'anno 1942 la situazione della 6ª Armata accerchiata era ormai senza speranza; a causa dell'insufficiente vettovagliamento e delle condizioni climatiche le condizioni fisiche delle truppe si deteriorarono gravemente, si verificarono decessi per inedia e aumentò enormemente il numero di feriti e malati; il morale dei soldati, mantenutosi solido fino a quel momento, crollò quando divenne evidente che le promesse di soccorso dall'esterno erano ormai svanite. Dal 10 gennaio 1943 l'Armata Rossa sferrò l'operazione Anello, l'offensiva finale per distruggere la 6ª Armata. Il generale Paulus si attenne agli ordini tassativi di Hitler di resistenza a oltranza e respinse gli inviti alla resa dell'alto comando sovietico. Le truppe tedesche accerchiate, ridotte a circa 200.000 uomini, si batterono i primi giorni con tenacia in condizioni disperate e cercarono di frenare l'avanzata nemica all'interno della sacca, ma ben presto si verificarono i primi fenomeni di disgregazione e i superstiti delle unità di primi linea ripiegarono in rotta a piedi verso est per cercare scampo nelle rovine di Stalingrado. 

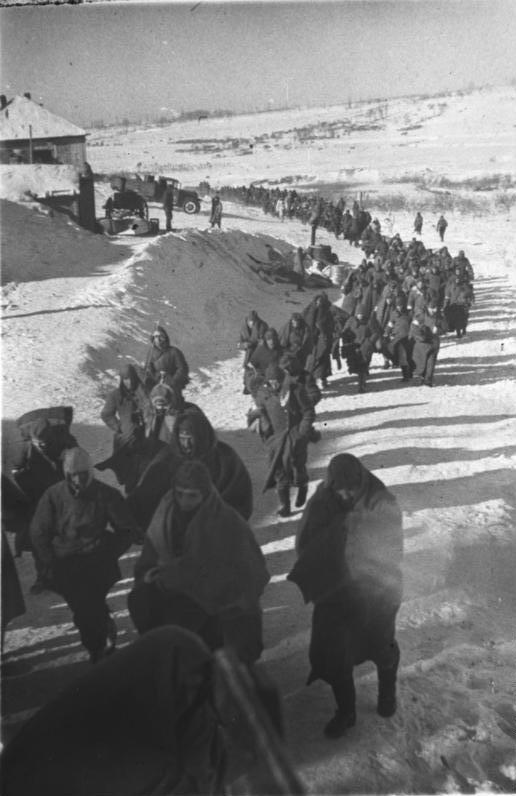
Prigionieri tedeschi della 6ª Armata in marcia nella neve verso i campi di raccolta nelle retrovie

Le ultime settimane dell'agonia della 6ª Armata nella sacca di Stalingrado furono tragiche; le successive linee di ripiegamento nella steppa vennero travolte dalle forze sovietiche e le truppe tedesche, esauste, demoralizzate e affamate, vennero lentamente sopraffatte; il panico esplose negli aeroporti di Pitomnik e Gumrak al momento dell'arrivo dei sovietici, migliaia di sbandati cercavano scampo sugli ultimi aerei che decollavano verso la salvezza con a bordo feriti e specialisti. Dopo la caduta degli ultimi aeroporti i resti dell'armata, costituiti da alcuni reparti ancora combattivi insieme a feriti, malati e sbandati, non ricevettero praticamente più rifornimenti per via aerea e rifluirono dentro Stalingrado per l'ultima resistenza. Il 23 gennaio le armate sovietiche avanzando da occidente arrivarono al centro delle città e frantumarono in due parti la sacca residua; in un'atmosfera di disperazione e di esaurimento fisico e psichico, gli ultimi nuclei di resistenza dei soldati tedeschi vennero schiacciati dai sovietici dopo una serie di violenti combattimenti. Il generale Paulus, che aveva obbedito fino all'ultimo alle spietate direttive di Hitler per la resistenza a oltranza, venne catturato, dopo essere stato promosso feldmaresciallo, il 31 gennaio 1943 nella sacca meridionale, mentre la sacca settentrionale, guidata dal generale Karl Strecker cedette le armi il 2 febbraio 1943.
La 6ª Armata venne totalmente distrutta nella battaglia di Stalingrado. Riguardo ai precisi dati statistici sulle truppe effettivamente accerchiate nella sacca, sulle perdite e sui sopravvissuti persistono incertezze e contrasti tra gli storici e gli specialisti. Secondo lo studioso tedesco Joachim Wieder, nel mese di ottobre 1942 la 6ª Armata era costituita da circa 340 000 uomini a cui andrebbero sottratte le perdite subite durante l'operazione Urano, circa 34 000 morti e feriti e 39 000 prigionieri, mentre vanno sommate le forze del IV corpo d'armata della 4. Panzerarmee e le due divisioni rumene che vennero a loro volta accerchiate. In conclusione i soldati presenti nella sacca di Stalingrado furono circa 270 000-280 000. Lo storico Manfred Kehrig riporta cifre simili, circa 294 000 soldati, tra cui 232 000 tedeschi, 10 000 rumeni e 50 000 collaboratori volontari tra i prigionieri russi; lo studioso Rüdiger Overmans invece scrive che i soldati chiusi nella trappola furono circa 250 000, di cui 195 000 tedeschi, 5 000 rumeni e 50 000 volontari russi. Durante gli oltre due mesi di assedio della sacca di Stalingrado la Luftwaffe riuscì a evacuare per via aerea circa 40.000 soldati tedeschi, in maggioranza feriti, mentre fallirono tutti i disperati tentativi di piccoli gruppi di ufficiali e soldati tedeschi che cercarono di fuggire isolatamente attraverso la steppa. Secondo i dati sovietici, furono catturati durante la battaglia circa 111 000 prigionieri, tra cui ventidue generali, mentre 147 200 soldati della 6ª Armata furono uccisi entro il 2 febbraio 1943.
I soldati tedeschi prigionieri erano già in deplorevoli condizioni fisiche al termine della battaglia a causa della denutrizione, del freddo e delle malattie; dopo la fine della battaglia vennero raccolti in campi di fortuna esposti alle intemperie con scarso vettovagliamento e sottoposti a un duro regime di lavoro. Si diffusero epidemie di tifo petecchiale che provocarono un numero eccezionalmente alto di decessi, la metà dei prigionieri tedeschi morì prima dell'arrivo della primavera 1943 nei campi di Dubovka e Beketovka. I superstiti vennero trasferiti in campi di lavoro in Asia centrale, negli Urali e lungo il Volga dove rimasero anche dopo la fine della guerra; circa 3.000 prigionieri sopravvissuti furono liberati nei primi anni del dopoguerra mentre gli ultimi 2 000 prigionieri di Stalingrado poterono rientrare in Germania solo alla fine del 1955 dopo una visita in Unione Sovietica del cancelliere tedesco Konrad Adenauer.

## Ordine di battaglia della 6ª Armata accerchiata nella sacca di Stalingrado[57][58]
- Stato Maggiore della 6ª Armata
  - Comandante: colonnello generale (poi feldmaresciallo) Friedrich Paulus
  - Capo di Stato Maggiore: maggior generale Arthur Schmidt
  - Ia (Operazioni): colonnello Elchlepp
  - Ib (approvvigionamenti): colonnello von Kunowski
  - Ic (Informazioni): tenente colonnello Niemeyer
  - IIa (Aiutante maggiore): colonnello Wilhelm Adam.
- XIV Corpo corazzato (generale delle truppe corazzate Hans-Valentin Hube)
  - 16ª Divisione corazzata (generale Angern)
  - 60ª Divisione di fanteria motorizzata (generale Kohlermann)
  - 3ª Divisione di fanteria motorizzata (generale Schlömer)
- XI Corpo d'Armata (tenente generale Karl Strecker)
  - 44ª Divisione di fanteria (generale Deboi)
  - 376ª Divisione di fanteria (generale von Daniels)
  - 384ª Divisione di fanteria (generale von Gablenz)
- VIII Corpo d'Armata (generale d'artiglieria Walter Heitz)
  - 76ª Divisione di fanteria (generale Rodenburg)
  - 113ª Divisione di fanteria (generale Sixt von Arnim)
- IV Corpo d'Armata (generale del genio Erwin Jaenecke)
  - 29ª Divisione di fanteria (Mot) (generale Leyser)
  - 297ª Divisione di fanteria (generale Pfeffer)
  - 371ª Divisione di fanteria (generale Stempel)
- LI Corpo d'Armata (generale d'artiglieria Walther von Seydlitz-Kurzbach)
  - 71ª Divisione di fanteria (generale von Hartmann)
  - 79ª Divisione di fanteria (generale von Schwerin)
  - 94ª Divisione di fanteria (generale Pfeiffer)
  - 100ª Divisione di cacciatori (generale Sanne)
  - 295ª Divisione di fanteria (generale Korfes)
  - 305ª Divisione di fanteria (generale Steinmetz)
  - 389ª Divisione di fanteria (generale Magnus)
  - 24ª Divisione corazzata (generale Arno von Lenski)
- Riserva d'Armata
  - 14ª Divisione corazzata (generale Martin Lattmann)
  - 9ª Divisione contraerea (generale Wolfgang Pickert)

## La ricostituzione
L'apparato propagandistico del Terzo Reich aveva accuratamente nascosto alla popolazione tedesca la disperata situazione in cui si trovavano i soldati della 6ª Armata; per settimane i comunicati della Wehrmacht avevano parlato genericamente di combattimenti "tra il Don e il Volga" elencando una lunga serie di presunti successi difensivi. Solo il 16 gennaio 1943 finalmente venne ammesso nei comunicato della Wehrmacht che le truppe tedesche tra il Don e il Volga erano in difficoltà, sottoposte a violenti attacchi "da tutte le parti". Negli ultimi giorni della battaglia la propaganda tedesca esaltò enfaticamente la resistenza delle truppe accerchiate fino al comunicato finale in cui si affermava che la battaglia era finita con la disfatta totale e si glorificava la "lotta eroica" della 6ª Armata che era "perita affinché la Germania potesse vivere". In questo modo Hitler e il regime nazista cercarono di trasformare il tragico destino dell'armata affermando con argomenti molto discutibili che la prolungata difesa fino all'ultimo aveva contribuito in modo decisivo a guadagnare tempo per rafforzare il fronte principale. Hitler in realtà sembrò non dare alcuna importanza alle tragiche sofferenze dei soldati accerchiati e fu molto irritato per il mancato suicidio del feldmaresciallo Paulus e per la resa di una parte dell'armata che secondo lui avrebbe invece dovuto perire totalmente in una eroica battaglia finale.
Hitler decise ancor prima della fine della battaglia che, anche per motivi di propaganda, tutte le venti divisioni distrutte dovessero essere rapidamente ricostituite; a partire da marzo 1943 iniziarono a essere organizzate in Germania o all'ovest le nuove formazioni formate da reclute giovani raccolte intorno a piccoli nuclei di veterani. Entro il 1943 alcune di queste nuove divisioni ritornarono progressivamente a combattere sul fronte orientale, mentre altre vennero inviate in Italia e parteciparono alla lunga e aspra campagna nella penisola.
Fin dal 5 marzo 1943 intanto l'alto comando tedesco aveva ricostituito il quartier generale della nuova 6ª Armata che si trasferì subito sul fronte orientale alle dipendenze del Gruppo d'armate Don dove prese il controllo, sotto il comando del generale Karl-Adolf Hollidt, delle deboli truppe tedesche che erano impegnate in violenti scontri per cercare di frenare l'avanzata sovietica verso il Donec e il Donbass. La nuova 6ª Armata prese quindi parte alla Terza battaglia di Char'kov che si concluse con un importante successo tedesco e con l'arresto dell'offensiva dell'Armata Rossa successiva alla caduta di Stalingrado; le divisioni dell'armata riuscirono alla fine del mese di marzo 1943 a mantenere le posizioni difensive sul fiume Mius.

## Le ultime campagne sul Fronte orientale
Nell'estate 1943 la 6ª Armata non prese parte alla battaglia di Kursk ma dovette invece subire a partire dal 17 luglio una pericolosa offensiva nemica che mise in pericolo le posizioni sul fiume Mius, la cosiddetta "posizione Maulwulf"; dopo cruenti combattimenti e alcuni momenti critici, l'armata riuscì, grazie all'intervento delle riserve inviate dal feldmaresciallo Erich von Manstein, a chiudere la breccia nel suo fronte e riguadagnare il 3 agosto 1943 le posizioni difensive sul fiume. Dopo poche settimane tuttavia la 6ª Armata venne nuovamente attaccata dalle armate sovietiche e dovette combattere un'altra battaglia sul Mius; ben presto divenne evidente che era impossibile continuare a difendere la "posizione Maulwulf".

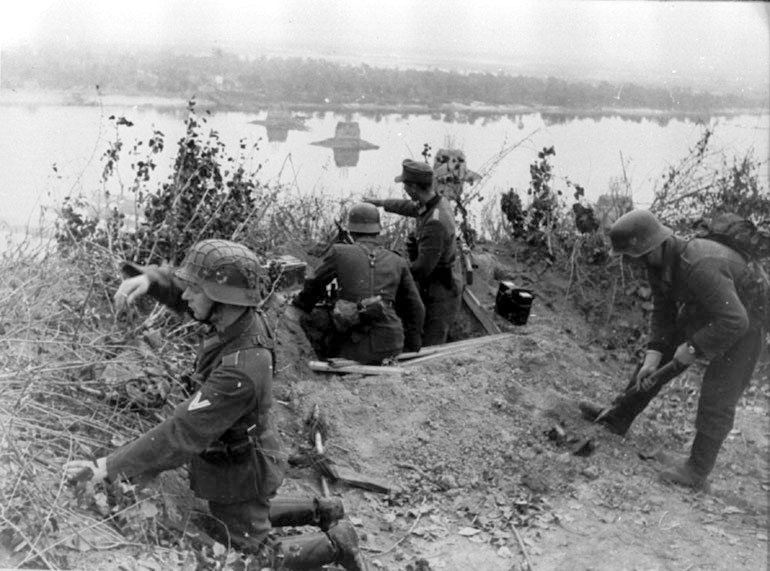
Truppe tedesche schierate a difesa della linea del Dnepr

Il 27 agosto 1943 il feldmaresciallo von Manstein e il generale Hollidt illustrarono direttamente a Hitler la grave situazione dell'armata che difendeva con tre deboli corpi d'armata il fronte sul Mius. Il Führer rifiutò inizialmente di autorizzare la ritirata della 6ª Armata che quindi il 29 agosto subì un pericoloso sfondamento; i sovietici raggiunsero Taganrog e mise in pericolo le comunicazioni di una parte delle truppe; alla fine Hitler il 3 settembre autorizzò la ritirata e il generale Hollidt ripiegò con la sua armata sulla cosiddetta "posizione Tartaruga". La situazione della Wehrmacht nel settore meridionale del fronte orientale era però veramente difficile; l'Armata Rossa continuò ed estese la sua offensiva; nel settore della 6ª Armata anche la "posizione Tartaruga" venne rapidamente sfondata. Il feldmaresciallo von Manstein convinse finalmente Hitler ad attuare una ritirata generale del Gruppo d'armate Sud dietro il Dniepr, mentre la 6ª Armata del generale Hollidt ricevette l'ordine di ripiegare ancora fino alla "Linea Wotan" da Zaporože a Melitopol per sbarrare gli accessi alla penisola di Crimea; il 15 settembre 1943 il gruppo d'armate iniziò la ritirata.
Il ripiegamento generale del Gruppo d'armate Sud in realtà non diede respiro ai tedeschi come sperato dal feldmaresciallo von Manstein; l'Armata Rossa inseguì da vicino le colonne nemiche e attaccò subito la linea del Dniepr. La 6ª Armata si schierò sulla "Linea Wotan" con undici divisioni tedesche e due rumene ma dal 27 settembre dovette fronteggiare una nuova offensiva sovietica; dopo aver respinto i primi attacchi, la situazione delle truppe tedesche divenne critica a partire dal 9 ottobre nel settore di Melitopol che venne difesa accanitamente fino al 23 ottobre. Dopo la caduta di Melitopol, le forze del generale Hollidt erano ormai troppo deboli e venne deciso di abbandonare la "Linea Wotan" e rinunciare a sbarrare gli accessi alla Crimea. Per evitare la distruzione, all'inizio di novembre la 6ª Armata ripiegò dietro il Dnepr pur mantenendo un'importante testa di ponte a sud del fiume a Nikopol' che divenne il centro di sanguinosi combattimenti invernali.
A partire dal 28 gennaio 1944 la 6ª Armata fu impegnata nuovamente, sempre al comando del generale Hollidt, in violente battaglie e estenuanti ritirate; la testa di ponte di Nikopol'venne attaccata concentricamente dalle armate sovietiche e, dopo un'aspra resistenza, dovette essere abbandonata il 9 febbraio. Assegnata in questa fase al Gruppo d'armate A del feldmaresciallo Ewald von Kleist l'armata ripiegò prima dietro l'Ingulec e quindi dietro il Bug Orientale da dove si ritirò ancora nel mese di marzo per raggiungere una nuova posizione dietro il Tiligul a copertura di Odessa. Il 5 aprile 1944 iniziò la battaglia per Odessa; la 6ª Armata combatté contro la vecchia 62ª Armata sovietica di Stalingrado, ora ridenominata 8ª Armata della Guardia; per evitare una sconfitta disastrosa il generale Hollidt decise di evacuare Odessa e prese posizione dietro il Dnestr. 

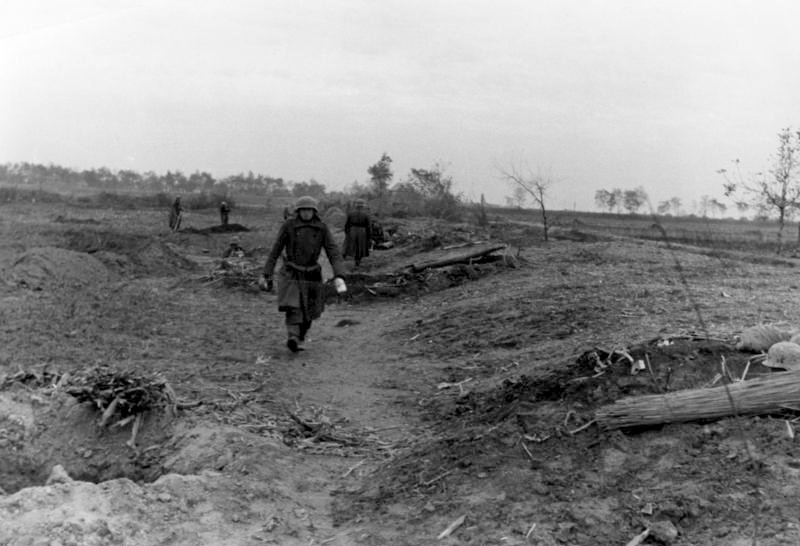
Soldati tedeschi durante la tenace battaglia difensiva sugli accessi per Budapest

Durante la pausa primaverile la 6ª Armata, passata al comando del generale Maximilian Fretter-Pico, riorganizzò il suo schieramento ai confini della Romania inquadrata nel Gruppo d'armata Sud Ucraina del generale Hans Friessner che comprendeva anche numerose divisioni rumene. A partire dal 22 giugno 1944 l'Armata Rossa sferrò la potente operazione Bagration che raggiunse subito grandi risultati e provocò il crollo del Gruppo d'armate Centro; di conseguenza molte formazioni di riserva del generale Friessner vennero richiamate a nord indebolendo in modo decisivo le difese del gruppo d'armata alla vigilia dell'offensiva sovietica nel settore del Dnestr che ebbe inizio il 20 agosto 1944 con un potente attacco a tenaglia sui fianchi della 6ª Armata. La cosiddetta offensiva Iași-Chișinău provocò il rapido crollo dell'esercito rumeno; le colonne sovietiche avanzarono subito e la 6ª Armata venne rapidamente accerchiata; in pochi giorni la battaglia si concluse con una disfatta completa per i tedeschi; entro il 5 settembre 1944 quattro corpi d'armata e quattordici divisioni della 6ª Armata furono distrutti, le perdite furono molto pesanti: 150.000 morti e feriti e 106.000 prigionieri.
I resti della 6ª Armata ripiegarono in rotta attraverso i Carpazi fino alla pianura dell'Ungheria dove il generale Fretter-Pico cercò, con il rinforzo di nuove unità meccanizzate, di contrastare l'avanzata generale sovietica. Nel mese di ottobre 1944 l'armata prese parte alla dura battaglia di Debrecen; nelle settimane seguenti, nonostante un'efficace resistenza, i tedeschi vennero lentamente respinti verso Budapest. La capitale ungherese venne accerchiata dai sovietici alla fine di dicembre mentre la 6ª Armata, insieme alle altre forze del Gruppo d'armate Sud, ripiegò sulla posizione del Lago Balaton. La 6ª Armata, passata alla fine dell'anno sotto il comando del generale Hermann Balck, sferrò a gennaio 1945 l'operazione Konrad per sbloccare Budapest ma l'attacco terminò con un fallimento finale, mentre dal 6 marzo 1945 partecipò all'operazione Frühlingserwachen, l'ultima controffensiva tedesca della seconda guerra mondiale.
Dopo quest'ultima sconfitta, la 6ª Armata, attaccata dall'Armata Rossa diretta su Vienna, si ritirò verso ovest insieme al resto del Gruppo d'armate Sud, rinunciando a difendere la capitale austriaca; in questa fase finale della guerra il generale Balck cercò soprattutto di evitare ai suoi soldati di cadere prigionieri dei sovietici e l'armata si arrese il 9 maggio 1945 alle forze americane provenienti da occidente.

## Comandanti in capo della 6ª Armata
- feldmaresciallo Walter von Reichenau (10 ottobre 1939 – 29 dicembre 1941)
- feldmaresciallo Friedrich Paulus (30 dicembre 1941 – 3 febbraio 1943)
- generale Karl-Adolf Hollidt (5 marzo 1943 - 7 aprile 1944)
- generale Maximilian de Angelis (8 aprile 1944 - 16 luglio 1944)
- generale Maximilian Fretter-Pico (17 luglio 1944 - 22 dicembre 1944)
- generale Hermann Balck (23 dicembre 1944 - 9 maggio 1945)

## Cultura di massa
- L'Armata tradita, libro in parte autobiografico di Heinrich Gerlach che partecipò alla battaglia di Stalingrado come ufficiale della 14. Panzer-Division (1957)
- Ultime lettere da Stalingrado (libro)
- Ultime lettere da Stalingrado, (Lettre de Stalingrad), film diretto da Gilles Katz (1969)
- Stalingrad, film diretto da Joseph Vilsmaier (1993)
- Stalingrad, film diretto da Fëdor Bondarčuk (2013)